# Georg von Lilienfeld
Georg Otto Helmut Viktor von Lilienfeld (* 27. November 1912 in Riga; † 11. Dezember 1989 in München) war ein deutscher Diplomat.

## Leben
Nach dem Besuch der Gymnasien in Düsseldorf und München studierte er Rechts- und Staatswissenschaften, sowie Zeitungswissenschaften in München, Riga und Berlin. Außerdem studierte er an der Fletcher School of Law and Diplomacy der Tufts University, an der Harvard University in Boston und an der Columbia University in New York. Nach dem Abschluss des Studiums arbeitete Lilienfeld als Journalist. Er war Mitglied der SA schon von 1932 bis 1934. In den Jahren 1933 und 1934 schrieb er Beiträge für den Völkischen Beobachter. Am 29. September 1937 beantragte er die Aufnahme in die NSDAP und wurde zum 1. März 1938 aufgenommen (Mitgliedsnummer 5.518.587).
Im Jahr 1938 trat er in das Auswärtige Amt ein. Er arbeitete bis zum Beginn seines Militärdienstes während des Zweiten Weltkrieges in Berlin. Im Außenministerium von Joachim von Ribbentrop arbeitete er als Zensor für Radioprogramme. Von 1943 bis 1945 war er an der Botschaft in Teheran tätig. Danach war er noch 1945 an der Botschaft in Fasano beschäftigt. Nach dem Ende des Krieges war er bis 1947 in Italien interniert, über seine Entnazifizierung ist nichts bekannt. Nach 1945 fungierte er in den USA als Zeuge in Hochverratsprozessen von US-Staatsbürgern. Von 1948 bis 1950 lebte er in den USA. Dort arbeitete er in verschiedenen Berufen.
Zwischen 1951 und 1954 war er für das Presse- und Informationsamt der Bundesregierung tätig. Im Jahr 1953 begleitete er auf Grund seiner Amerikakenntnisse Konrad Adenauer auf seiner Amerikareise. Im Presse- und Informationsamt war er Leiter des Referats Nord- und Südamerika. Er wurde 1954 in den diplomatischen Dienst der Bundesrepublik Deutschland aufgenommen und stieg zum Referatsleiter Vereinigte Staaten auf. Zwischen 1957 und 1961 war er Botschaftsrat in Ankara und danach bis 1968 Gesandter in Washington. Am 13. März 1968 nahm Georg von Lilienfeld mit Adolf von Wagner, dem dritten Botschaftssekretär der Botschaft der Bundesrepublik in Washington, Lohn M. Leddy und Edwin D. Crowley an einer Unterredung teil. Georg von Lilienfeld trug die Sorge der Regierung Kurt Georg Kiesinger vor, die Regierung von Alexei Nikolajewitsch Kossygin könnte den Atomwaffensperrvertrag einschränkend für die Nukleare Planungsgruppe auslegen. Von Seiten der Regierung Lyndon B. Johnson wurde festgestellt, dass die NPG geschaffen wurde, um solchen Interpretationen vorzubeugen.
Seit 1968 war er deutscher Botschafter in Teheran. 1974 wechselte er nach Madrid. Im Jahr 1977 trat er in den Ruhestand.

## Herkunft und Familie

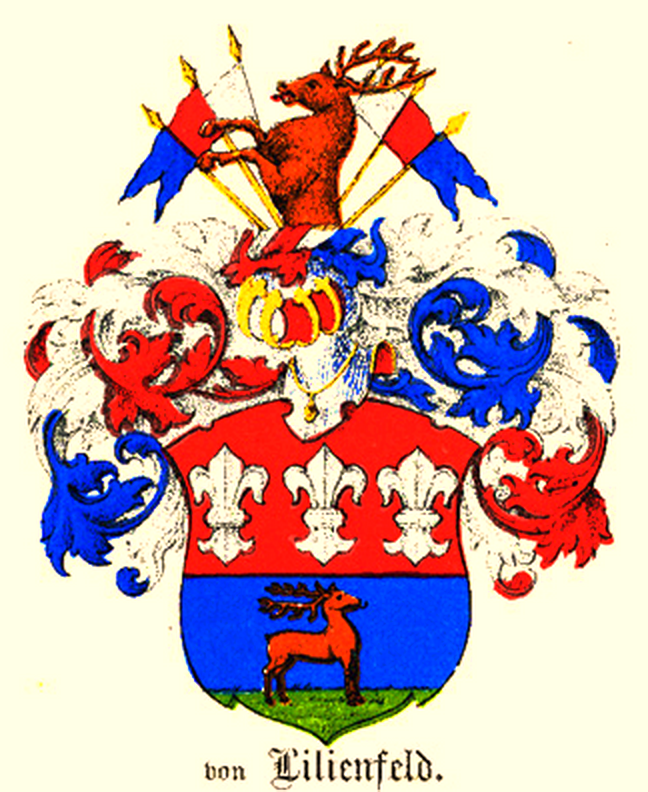
Wappen des Adelsgeschlechts Lilienfeld

Georg Wilhelm stammte aus dem alt eingesessenen baltischen Adelsgeschlecht von Lilienfeld (III. Haus Saage), sein Vater war der Kreisabgeordnete Helmut Karl von Lilienfeld (1874–1930) Herr auf Kechtel, der 1930 in Wien verstarb und mit Benita Alexandrine von Brümmer (1888–1956) verheiratet war. Georg Wilhelm heiratete 1950 Margit Ternes von Hattburg (1922–1992). Aus der Ehe sind fünf Kinder hervorgegangen.

## Ehrungen
- 1969: Verdienstkreuz 1. Klasse der Bundesrepublik Deutschland
- 1977: Großes Verdienstkreuz der Bundesrepublik Deutschland